# Ostbahn (Österreich)
| Ein Güterzug im Bahnhof Gramatneusiedl. |                                                                                    |                                                                   |                                                              |
| |                                                                                    |                                                                   |                                                              |
| Streckennummer (ÖBB): | 118 01 (Wien – Hegyeshalom)                                                        |                                                                   |                                                              |
| Kursbuchstrecke (ÖBB): | 700 (Wien Hbf/Westbf – Győr/Neusiedl am See) 701 (Wien Hbf – Bratislava-Petržalka) |                                                                   |                                                              |
| Kursbuchstrecke (MÁV): | 1                                                                                  |                                                                   |                                                              |
| Streckenlänge: | (Wien – Hegyeshalom) 67,4 km                                                       |                                                                   |                                                              |
| Spurweite: | 1435 mm (Normalspur)                                                               |                                                                   |                                                              |
| Stromsystem: | 15 kV, 16,7 Hz ~ 25 kV, 50 Hz ~                                                    |                                                                   |                                                              |
| Maximale Neigung: | 8 ‰                                                                                |                                                                   |                                                              |
| Minimaler Radius: | 469 m                                                                              |                                                                   |                                                              |
| Streckengeschwindigkeit: | 140 km/h                                                                           |                                                                   |                                                              |
| Zugbeeinflussung: | PZB                                                                                |                                                                   |                                                              |
| Zweigleisigkeit: | Wien–Hegyeshalom                                                                   |                                                                   |                                                              |
| |                                                                                    |                                                                   |                                                              |
| \| \| 0,150 \| Wien Südbahnhof (Ostbahn) (bis 8.12.2012) \| Wien Südbahnhof (Ostbahn) (bis 8.12.2012) \| \| \| \| Wien Hauptbahnhof, Südbahn \| \| \| \| \| \| \| \| \| \| Wien Südbahnhof-Frachtenbahnhof \| \| \| \| \| von Wien Matzleinsdorf über Steudeltunnel (Strecke 125 01) \| \| \| \| 1,539 \| Wien Südbahnhof-Spitz \| Wien Südbahnhof-Spitz \| \| \| 101,778 \| Wien Hbf-Südosttangente \| Wien Hbf-Südosttangente \| \| \| \| nach Laa an der Thaya und Marchegg (Strecke 116 01) \| \| \| \| 101,8301,830 \| Kilometrierungsbruch \| Kilometrierungsbruch \| \| \| \| nach Wien Zentralverschiebebahnhof Einfahrgruppe (Strecke 118 12) \| \| \| \| 2,858 \| Wien Grillgasse \| Wien Grillgasse \| \| \| \| Einfahrunterwefung Wien Zentralverschiebebahnhof \| \| \| \| \| von Laa an der Thaya und Marchegg (Strecke 131 01) \| \| \| \| 4,300 \| Wien Zentralverschiebebahnhof-Einfahrgruppe \| Wien Zentralverschiebebahnhof-Einfahrgruppe \| \| \| \| Friedhofschleife von Zentralfriedhof (Strecke 191 11) \| \| \| \| 5,495 \| Abzweigweiche Wien Zentralverschiebebahnhof (Strecke 118 21) \| Abzweigweiche Wien Zentralverschiebebahnhof (Strecke 118 21) \| \| \| 5,830 \| Wien Zentralverschiebebahnhof \| Wien Zentralverschiebebahnhof \| \| \| \| Westschleife nach Kledering (Strecke 118 11) \| \| \| \| \| \| \| \| \| \| von Oberlaa (Strecke 133 01) \| \| \| \| 5,547 \| Flughafenschleife nach Kaiserebersdorf (Strecke 118 21) \| Flughafenschleife nach Kaiserebersdorf (Strecke 118 21) \| \| \| \| Donauländebahn (Strecke 124 01) \| \| \| \| \| \| \| \| \| \| Landesgrenze Wien / Niederösterreich \| \| \| \| 7,365 \| Kledering \| Kledering \| \| \| \| Westschleife von Wien Zentralverschiebebahnhof \| \| \| \| 8,246 \| Wien Zvbf Abzweigweiche Felixdorf \| Wien Zvbf Abzweigweiche Felixdorf \| \| \| \| Aspangbahn nach Felixdorf (Strecke 161 01) \| \| \| \| \| Ausfahrüberwerfung Wien Zentralverschiebebahnhof \| \| \| \| \| \| \| \| \| 9,700 \| Lanzendorf-Rannersdorf \| Lanzendorf-Rannersdorf \| \| \| 10,853 \| Pellendorf 11.01.1971 aufgelassen \| Pellendorf 11.01.1971 aufgelassen \| \| \| 13,188 \| Himberg \| Himberg \| \| \| 16,317 \| Gutenhof-Velm 30.09.1991 aufgelassen \| Gutenhof-Velm 30.09.1991 aufgelassen \| \| \| 19,410 \| Gramatneusiedl \| 180 m ü. A. \| \| \| \| Pottendorfer Linie nach Wiener Neustadt \| 180 m ü. A. \| \| \| 26,955 \| Götzendorf \| Götzendorf \| \| \| \| von Mannersdorf, nach Fischamend \| \| \| \| \| Mannersdorf–Fischamend \| \| \| \| 30,960 \| Trautmannsdorf a.d. Leitha \| Trautmannsdorf a.d. Leitha \| \| \| 33,207 \| Üst Götzendorf 2 \| Üst Götzendorf 2 \| \| \| 33,578 \| Sarasdorf \| Sarasdorf \| \| \| 36,537 \| Wilfleinsdorf \| Wilfleinsdorf \| \| \| 39,724 \| Bruck a.d. Leitha-West \| Bruck a.d. Leitha-West \| \| \| \| nach Petronell-Carnuntum \| \| \| \| \| Leithabrücke, Landesgrenze Niederösterreich/Burgenland \| \| \| \| 41,220 \| Bruck a.d. Leitha \| Bruck a.d. Leitha \| \| \| \| Leithakanalbrücke \| \| \| \| 42,665 \| Bruck a.d. Leitha-Fbf \| Bruck a.d. Leitha-Fbf \| \| \| \| A4 Ost Autobahn \| \| \| \| 46,950 \| Anschlussbahn (Awanst) Unterwerk \| Anschlussbahn (Awanst) Unterwerk \| \| \| 47,415 \| Abzw Bruck a. d. L. 1 \| Abzw Bruck a. d. L. 1 \| \| \| \| \| \| \| \| 47,665 \| Parndorf Ort (Keilbahnhof) \| Parndorf Ort (Keilbahnhof) \| \| \| \| Pannoniabahn nach Neusiedl am See \| \| \| \| 49,250 \| Parndorf \| 180 m ü. A. \| \| \| \| nach Bratislava-Petržalka \| \| \| \| 51,155 \| Anschlussbahn (Awanst) Pannonia \| Anschlussbahn (Awanst) Pannonia \| \| \| 55,545 \| Siebenjoch am 15. April 1950 aufgelassen \| Siebenjoch am 15. April 1950 aufgelassen \| \| \| 61,095 \| Zurndorf \| Zurndorf \| \| \| 66,623 \| Nickelsdorf \| 131 m ü. A. \| \| \| 67,418192,700 \| Staatsgrenze nächst Nickelsdorf (Österreich-Ungarn) \| Staatsgrenze nächst Nickelsdorf (Österreich-Ungarn) \| \| \| \| von Bratislava \| \| \| \| 187,845 \| Hegyeshalom (Straß-Sommerein) \| Hegyeshalom (Straß-Sommerein) \| \| \| \| nach Porpác \| \| \| \| \| nach Budapest \| \| |                                                                                    |                                                                   |                                                              |
| Strecke von rechts · Kopfbahnhof Streckenanfang | 0,150                                                                              | Wien Südbahnhof (Ostbahn) (bis 8.12.2012)                         | Wien Südbahnhof (Ostbahn) (bis 8.12.2012)                    |
| Kreuzung · Strecke von rechts · Strecke |                                                                                    | Wien Hauptbahnhof, Südbahn                                        | Wien Hauptbahnhof, Südbahn                                   |
| Tunnelende · Strecke |                                                                                    |                                                                   |                                                              |
| Dienststation / Betriebs- oder Güterbahnhof · Überleitstelle / Spurwechsel geradeaus oben und rechts · Strecke |                                                                                    | Wien Südbahnhof-Frachtenbahnhof                                   | Wien Südbahnhof-Frachtenbahnhof                              |
| |                                                                                    | von Wien Matzleinsdorf über Steudeltunnel (Strecke 125 01)        |                                                              |
| Blockstelle | 1,539                                                                              | Wien Südbahnhof-Spitz                                             | Wien Südbahnhof-Spitz                                        |
| Dienststation / Betriebs- oder Güterbahnhof | 101,778                                                                            | Wien Hbf-Südosttangente                                           | Wien Hbf-Südosttangente                                      |
| Strecke nach links |                                                                                    | nach Laa an der Thaya und Marchegg (Strecke 116 01)               | nach Laa an der Thaya und Marchegg (Strecke 116 01)          |
| Kilometer-Wechsel | 101,8301,830                                                                       | Kilometrierungsbruch                                              | Kilometrierungsbruch                                         |
| |                                                                                    | nach Wien Zentralverschiebebahnhof Einfahrgruppe (Strecke 118 12) |                                                              |
| Strecke · Haltepunkt / Haltestelle | 2,858                                                                              | Wien Grillgasse                                                   | Wien Grillgasse                                              |
| |                                                                                    | Einfahrunterwefung Wien Zentralverschiebebahnhof                  |                                                              |
| Strecke · Strecke von links |                                                                                    | von Laa an der Thaya und Marchegg (Strecke 131 01)                | von Laa an der Thaya und Marchegg (Strecke 131 01)           |
| Strecke · Dienststation / Betriebs- oder Güterbahnhof | 4,300                                                                              | Wien Zentralverschiebebahnhof-Einfahrgruppe                       | Wien Zentralverschiebebahnhof-Einfahrgruppe                  |
| Strecke · Strecke geradeaus und von links |                                                                                    | Friedhofschleife von Zentralfriedhof (Strecke 191 11)             | Friedhofschleife von Zentralfriedhof (Strecke 191 11)        |
| Strecke · Strecke | 5,495                                                                              | Abzweigweiche Wien Zentralverschiebebahnhof (Strecke 118 21)      | Abzweigweiche Wien Zentralverschiebebahnhof (Strecke 118 21) |
| Strecke · Dienststation / Betriebs- oder Güterbahnhof · Dienststation / Betriebs- oder Güterbahnhof · Dienststation / Betriebs- oder Güterbahnhof | 5,830                                                                              | Wien Zentralverschiebebahnhof                                     | Wien Zentralverschiebebahnhof                                |
| Strecke nach halblinks · Abzweig geradeaus, nach links und nach rechts |                                                                                    | Westschleife nach Kledering (Strecke 118 11)                      | Westschleife nach Kledering (Strecke 118 11)                 |
| Strecke · Überleitstelle / Spurwechsel |                                                                                    |                                                                   |                                                              |
| Kreuzung Anfang Hochstrecke · Abzweig geradeaus und von rechts |                                                                                    | von Oberlaa (Strecke 133 01)                                      | von Oberlaa (Strecke 133 01)                                 |
| Strecke nach links · Kreuzung | 5,547                                                                              | Flughafenschleife nach Kaiserebersdorf (Strecke 118 21)           | Flughafenschleife nach Kaiserebersdorf (Strecke 118 21)      |
| Strecke quer · Kreuzung geradeaus unten |                                                                                    | Donauländebahn (Strecke 124 01)                                   | Donauländebahn (Strecke 124 01)                              |
| |                                                                                    |                                                                   |                                                              |
| Grenze |                                                                                    | Landesgrenze Wien / Niederösterreich                              | Landesgrenze Wien / Niederösterreich                         |
| Haltepunkt / Haltestelle · Dienststation / Betriebs- oder Güterbahnhof | 7,365                                                                              | Kledering                                                         | Kledering                                                    |
| Überleitstelle / Spurwechsel · Strecke von links |                                                                                    | Westschleife von Wien Zentralverschiebebahnhof                    | Westschleife von Wien Zentralverschiebebahnhof               |
| Blockstelle | 8,246                                                                              | Wien Zvbf Abzweigweiche Felixdorf                                 | Wien Zvbf Abzweigweiche Felixdorf                            |
| Abzweig geradeaus und nach rechts · Überleitstelle / Spurwechsel rechts |                                                                                    | Aspangbahn nach Felixdorf (Strecke 161 01)                        | Aspangbahn nach Felixdorf (Strecke 161 01)                   |
| Strecke |                                                                                    | Ausfahrüberwerfung Wien Zentralverschiebebahnhof                  | Ausfahrüberwerfung Wien Zentralverschiebebahnhof             |
| |                                                                                    |                                                                   |                                                              |
| Haltepunkt / Haltestelle | 9,700                                                                              | Lanzendorf-Rannersdorf                                            | Lanzendorf-Rannersdorf                                       |
| Haltepunkt / Haltestelle | 10,853                                                                             | Pellendorf 11.01.1971 aufgelassen                                 | Pellendorf 11.01.1971 aufgelassen                            |
| Bahnhof | 13,188                                                                             | Himberg                                                           | Himberg                                                      |
| ehemaliger Haltepunkt / Haltestelle | 16,317                                                                             | Gutenhof-Velm 30.09.1991 aufgelassen                              | Gutenhof-Velm 30.09.1991 aufgelassen                         |
| Bahnhof | 19,410                                                                             | Gramatneusiedl                                                    | 180 m ü. A.                                                  |
| Abzweig geradeaus, nach rechts und ehemals von rechts |                                                                                    | Pottendorfer Linie nach Wiener Neustadt                           | 180 m ü. A.                                                  |
| Bahnhof | 26,955                                                                             | Götzendorf                                                        | Götzendorf                                                   |
| Abzweig geradeaus, nach links und von rechts |                                                                                    | von Mannersdorf, nach Fischamend                                  | von Mannersdorf, nach Fischamend                             |
| Kreuzung geradeaus unten (Querstrecke außer Betrieb) |                                                                                    | Mannersdorf–Fischamend                                            | Mannersdorf–Fischamend                                       |
| Haltepunkt / Haltestelle | 30,960                                                                             | Trautmannsdorf a.d. Leitha                                        | Trautmannsdorf a.d. Leitha                                   |
| Überleitstelle / Spurwechsel | 33,207                                                                             | Üst Götzendorf 2                                                  | Üst Götzendorf 2                                             |
| Haltepunkt / Haltestelle | 33,578                                                                             | Sarasdorf                                                         | Sarasdorf                                                    |
| Haltepunkt / Haltestelle | 36,537                                                                             | Wilfleinsdorf                                                     | Wilfleinsdorf                                                |
| Dienststation / Betriebs- oder Güterbahnhof | 39,724                                                                             | Bruck a.d. Leitha-West                                            | Bruck a.d. Leitha-West                                       |
| Abzweig geradeaus und nach links |                                                                                    | nach Petronell-Carnuntum                                          | nach Petronell-Carnuntum                                     |
| Grenze auf Brücke über Wasserlauf |                                                                                    | Leithabrücke, Landesgrenze Niederösterreich/Burgenland            | Leithabrücke, Landesgrenze Niederösterreich/Burgenland       |
| Bahnhof | 41,220                                                                             | Bruck a.d. Leitha                                                 | Bruck a.d. Leitha                                            |
| Brücke über Wasserlauf |                                                                                    | Leithakanalbrücke                                                 | Leithakanalbrücke                                            |
| Dienststation / Betriebs- oder Güterbahnhof | 42,665                                                                             | Bruck a.d. Leitha-Fbf                                             | Bruck a.d. Leitha-Fbf                                        |
| Brücke |                                                                                    | A4 Ost Autobahn                                                   | A4 Ost Autobahn                                              |
| Abzweig geradeaus und ehemals von links | 46,950                                                                             | Anschlussbahn (Awanst) Unterwerk                                  | Anschlussbahn (Awanst) Unterwerk                             |
| Blockstelle | 47,415                                                                             | Abzw Bruck a. d. L. 1                                             | Abzw Bruck a. d. L. 1                                        |
| |                                                                                    |                                                                   |                                                              |
| Haltepunkt / Haltestelle | 47,665                                                                             | Parndorf Ort (Keilbahnhof)                                        | Parndorf Ort (Keilbahnhof)                                   |
| Strecke quer · Abzweig quer und nach rechts · Abzweig geradeaus und von rechts |                                                                                    | Pannoniabahn nach Neusiedl am See                                 | Pannoniabahn nach Neusiedl am See                            |
| Bahnhof | 49,250                                                                             | Parndorf                                                          | 180 m ü. A.                                                  |
| Abzweig geradeaus und nach links |                                                                                    | nach Bratislava-Petržalka                                         | nach Bratislava-Petržalka                                    |
| Abzweig geradeaus und nach links | 51,155                                                                             | Anschlussbahn (Awanst) Pannonia                                   | Anschlussbahn (Awanst) Pannonia                              |
| ehemaliger Bahnhof | 55,545                                                                             | Siebenjoch am 15. April 1950 aufgelassen                          | Siebenjoch am 15. April 1950 aufgelassen                     |
| Bahnhof | 61,095                                                                             | Zurndorf                                                          | Zurndorf                                                     |
| Bahnhof | 66,623                                                                             | Nickelsdorf                                                       | 131 m ü. A.                                                  |
| Grenze | 67,418192,700                                                                      | Staatsgrenze nächst Nickelsdorf (Österreich-Ungarn)               | Staatsgrenze nächst Nickelsdorf (Österreich-Ungarn)          |
| Abzweig geradeaus und von links |                                                                                    | von Bratislava                                                    | von Bratislava                                               |
| Bahnhof | 187,845                                                                            | Hegyeshalom (Straß-Sommerein)                                     | Hegyeshalom (Straß-Sommerein)                                |
| Abzweig geradeaus und nach rechts |                                                                                    | nach Porpác                                                       | nach Porpác                                                  |
| Strecke |                                                                                    | nach Budapest                                                     | nach Budapest                                                |

Die Ostbahn (auch Raaber Ostbahn, früher auch Wien-Raaber Bahn) von Wien südlich der Donau nach Ungarn ist Teil der europäischen Eisenbahnmagistrale Paris–München–Wien–Budapest–Bukarest bzw. –Belgrad–Sofia–Istanbul.
Von dieser Hauptstrecke noch in Wien abzweigende Strecken: siehe Laaer Ostbahn (nach Norden) und Marchegger Ostbahn (nördlich der Donau nach Osten).

## Geschichte

### Bau und Inbetriebnahme
→ siehe: Wien-Raaber-Bahn
Dem Bau der bereits 1838 geplanten Strecke gingen jahrelange Planungen und Zwistigkeiten voraus. Während der Bau der südlichen Strecke ab 1839 zügig in Angriff genommen wurde, wurden die Bauarbeiten von Wien nach Bruck an der Leitha nach dem Baubeginn am 6. Juni 1840 nur langsam vorangetrieben. Grund dafür waren seit 1839 bestehende Pläne für eine konkurrierende Bahnstrecke, die spätere Ungarische Zentralbahn von Pest nach Pressburg mit einer Abzweigung nach Gänserndorf in Niederösterreich an der bereits bestehenden Nordbahn. Initiator dieses Projektes war der Bankier Salomon Rothschild, ein Konkurrent Sinas. Zudem soll es – vermutlich aus eben jenem Grund – zu administrativen Schwierigkeiten in Ungarn gekommen sein.
Obwohl bereits 15 km Unterbau der Ostbahn fertiggestellt waren, stellte Sina 1842, weil er wegen der aufgetauchten Konkurrenz die erwartete Rendite schwinden sah, den Antrag auf Ablösung des Bahnbaus durch den Staat. Die k.k. Regierung lehnte es jedoch ab, die Strecke auf eigene Kosten weiterzubauen. Stattdessen entzog die k.k. Regierung Sina die Konzession für den Bahnbau nach Ungarn und beauftragte seine Aktiengesellschaft, die in Wien-Gloggnitzer Eisenbahn-Gesellschaft (WGB) umbenannt wurde, mit dem Südbahnprojekt.
Im Februar 1844 erhielt Georg Simon von Sina neuerlich die Konzession für den Bau der Strecke Wien–Bruck an der Leitha–Raab sowie für die Strecke Wiener Neustadt–Katzelsdorf. 1845 wurden die Bauarbeiten nach Bruck an der Leitha wieder aufgenommen, und am 12. September 1846 wurde die Strecke von Wien nach Bruck eröffnet.
Der Verkehr entwickelte sich jedoch aufgrund der zunächst ausbleibenden Verlängerung nach Ungarn nicht wie erwartet und hatte überwiegend lokalen Charakter.

Die Nähe von Süd- und Ostbahn führte immer wieder zu Verwechslungen. Ursprünglich hätte die Eisenbahnverbindung in den Süden nach Triest entlang des Alpenostrandes über Teile der Ostbahn erfolgen sollen. Dies wurde jedoch von der k.k. Regierung nicht gewünscht, da sie sich von einer Verbindung durch die Mur-Mürz-Furche in der Steiermark Vorteile für die dort ansässige Schwerindustrie versprach und das stets nach mehr Freiheit strebende Ungarn somit umgehen konnte. Einzig die Berglandschaft des Semmerings war noch ein Hindernis, das aber Carl Ritter von Ghega mit dem Bau der 1854 eröffneten Semmeringbahn behob.

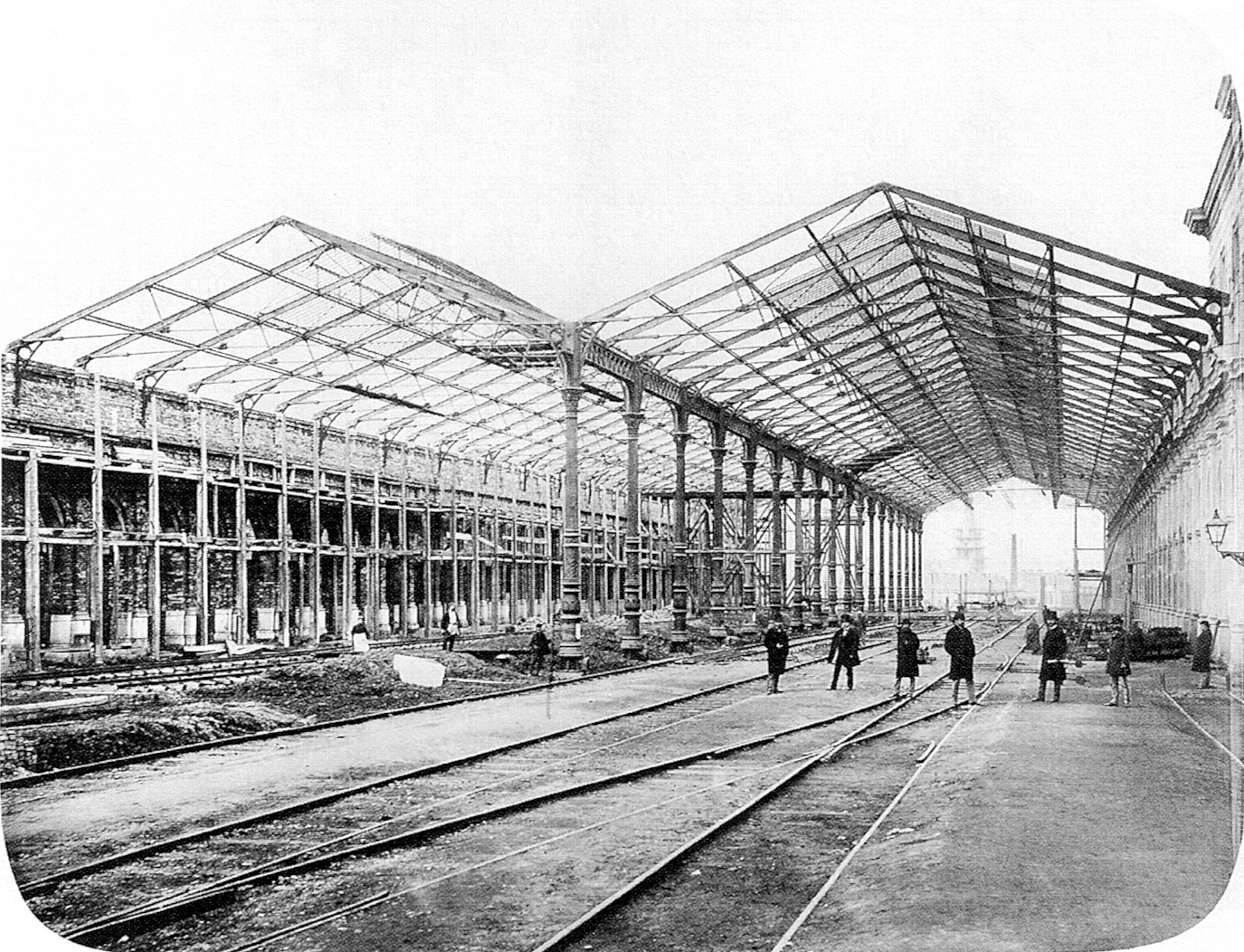
Stand der Bauarbeiten der Abfahrtshalle des Staatsbahnhofes (ab 1913: Ostbahnhof) am 13. März 1870

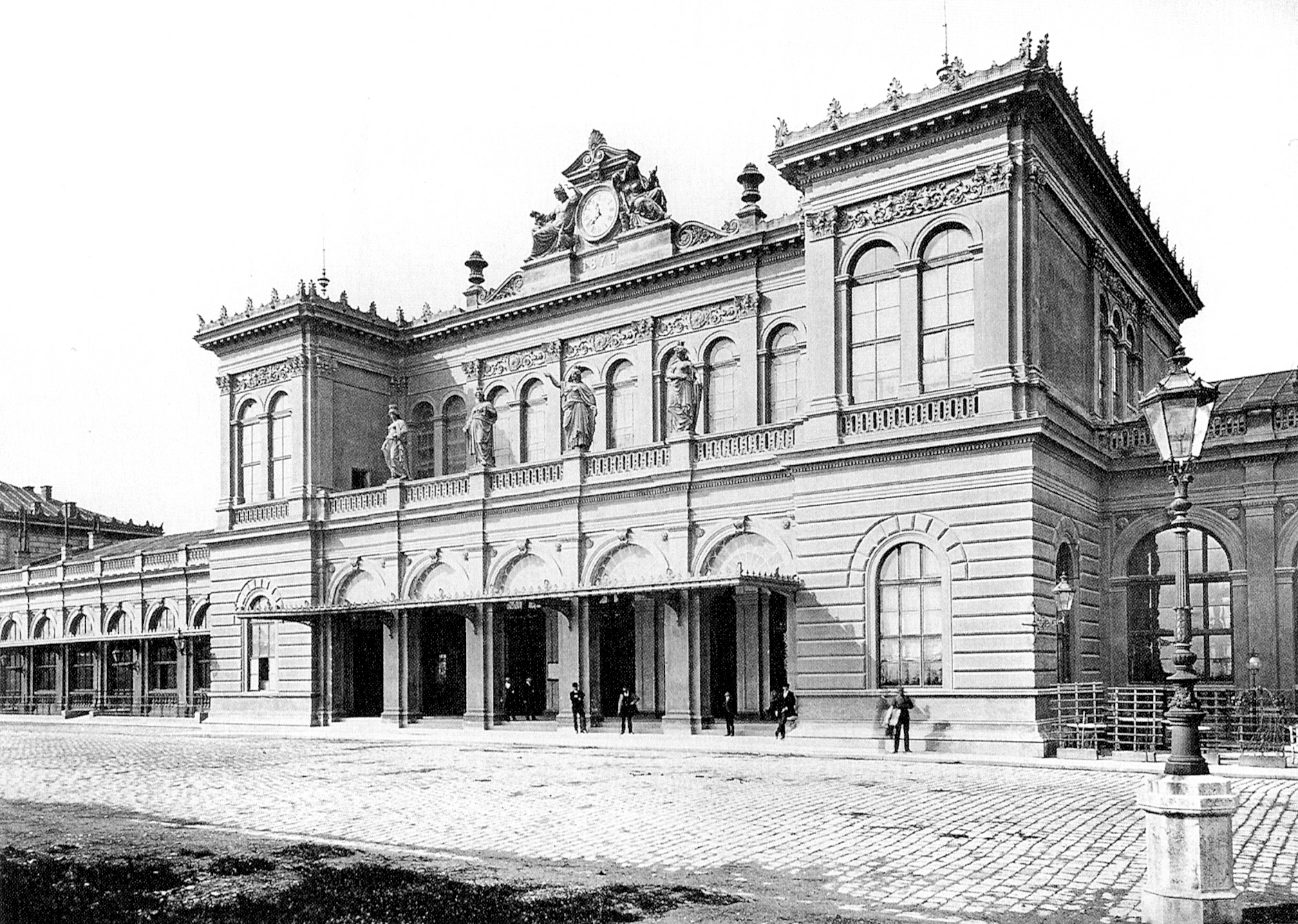
Straßenansicht des Staatsbahnhofes um 1880

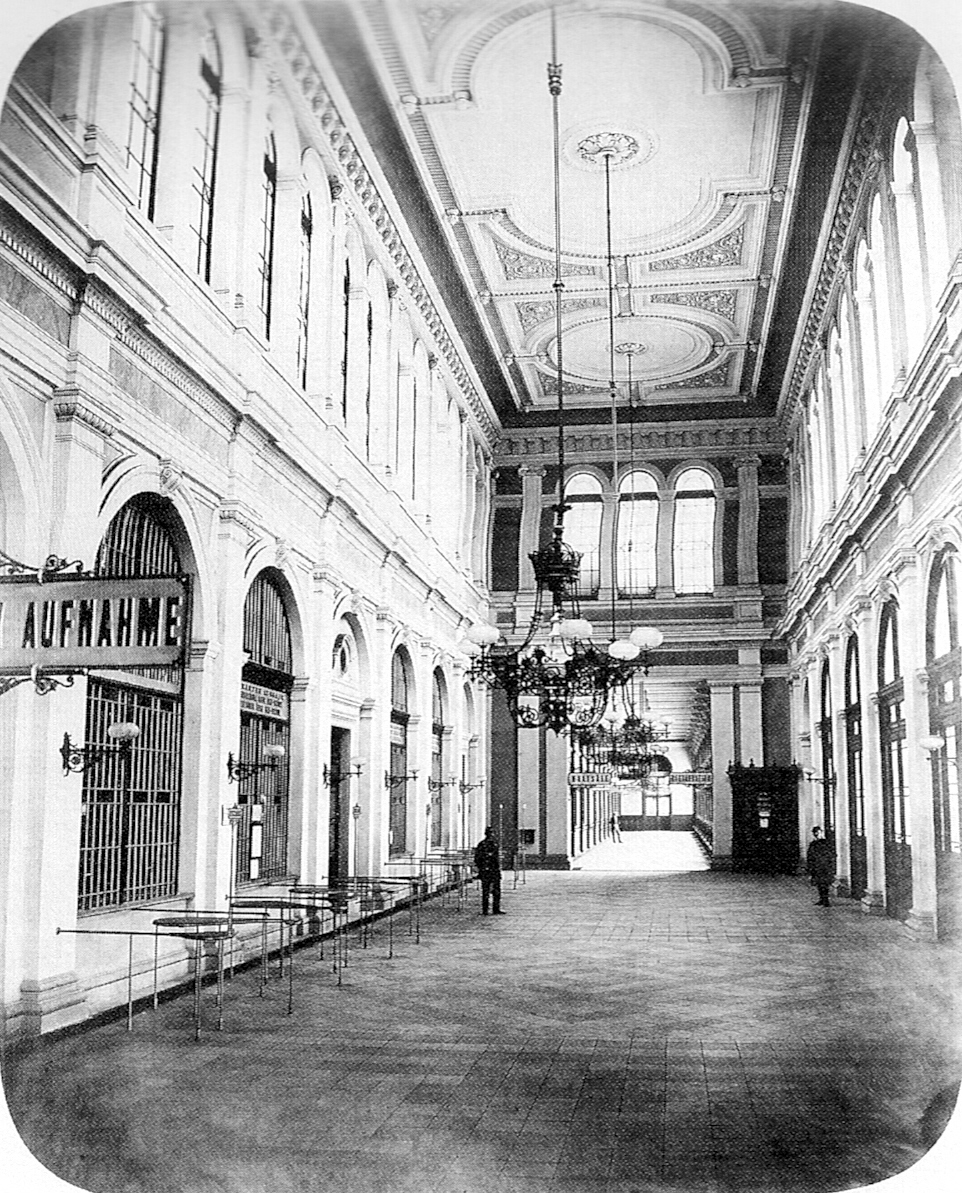
Die Kassenhalle des Staatsbahnhofes um 1873

Die Bahn nahm ihren Anfang im Raaber Bahnhof in Wien, der (mit einem rechten Winkel zwischen den beiden Gebäuden) direkt neben dem Gloggnitzer Bahnhof lag.

### Die Staats-Eisenbahn-Gesellschaft
1855 wurde die Raaber Bahn mit der (trotz des Namens privaten) Staats-Eisenbahn-Gesellschaft (StEG) fusioniert, die mit französischem Kapital die Bahnstrecken der ehemaligen südöstlichen Staatsbahn übernahm. Die Strecke Wien–Bruck wurde am 24. Dezember 1855 über die heutige Staatsgrenze bis Raab verlängert.
Diese errichtete die „nördlichen Linien“ über Stadlau und Marchegg nach Pressburg (Pozsony, heute Bratislava) (Marchegger Ostbahn) sowie über Mistelbach und Laa an der Thaya nach Brünn (Laaer Ostbahn) (seit 1945 an der Staatsgrenze bei Laa unterbrochen). – Der alte Name lebt in lokalen Bezeichnungen fort, so z. B. in der Staatsbahnstraße in Laa an der Thaya.
1870 wurde an Stelle des Raaber Bahnhofs der Wiener Ostbahnhof erbaut. 1909 übernahmen die k.k. Staatsbahnen den Betrieb der StEG-Linien, ihnen folgte nach dem Ersten Weltkrieg die Österreichischen Bundesbahnen.
Nach Beschädigung im Zweiten Weltkrieg wurden Ost- und Südbahnhof in einem gemeinsamen Gebäude neu errichtet, das den Namen Südbahnhof trug (womit die reale Bedeutung der beiden Bahnstrecken in den Jahren 1945–1990 verdeutlicht wird). Der Zusammenlegung zweier Bahnhöfe verdankte der große vereinigte Südbahnhof seine eigentümliche Gleisanordnung: In Tieflage verlief die Stammstrecke der Wiener S-Bahn, im ersten Obergeschoß fand man die Bahnsteige der so genannten Ostseite, im zweiten Obergeschoß, im rechten Winkel dazu, die Bahnsteige der Südbahn. (Gleisverbindungen zwischen den beiden Bahnen verliefen diagonal am äußeren Rand des gemeinsamen Betriebsgeländes.) In Favoriten, dem vom Zentrum Wiens aus gesehen hinter dem Bahnhof gelegenen 10. Wiener Gemeindebezirk, findet sich zur Erinnerung an den ursprünglichen Namen die Raaber-Bahn-Gasse. Dieser dritte Südbahnhofbau wurde 2010 abgerissen; für die Züge der Ostbahn blieb bis 2012 ein Provisorium namens Wien Südbahnhof (Ost) in Betrieb. Seine Funktionen wurden seit 9. Dezember 2012 durch den neuen Hauptbahnhof ersetzt.

### Orientexpress
Die österreichische Ostbahn wurde vom heute legendären Orientexpress befahren. Vor dem Ersten Weltkrieg, in der Zwischenkriegszeit bis 1938 und 1945–1951 erfolgte dies von Wien aus auf der Marchegger Ostbahn nach Pressburg (heute Bratislava), von wo aus die Strecke am linken, nördlichen Donauufer nach Budapest verlief. Ab 1951 verkehrte der Luxuszug auf der ehemaligen Raaber Bahn, die er bereits ab 1938 bis zum Ausbruch des Zweiten Weltkriegs befahren hatte. Damit fuhr er nicht mehr über Pressburg, sondern über Bruck an der Leitha am rechten, südlichen Donauufer nach Budapest, was die Anzahl der zeitaufwendigen Grenzübertritte um einen reduzierte.

## Streckenverlauf
Die Strecken der Ostbahn gehören teilweise zum Netz der S-Bahn Wien, alle Strecken gehören zum Verkehrsverbund Ost-Region. Die Ostbahn beginnt am Wiener Hauptbahnhof. Nach wenigen Kilometern gabelt sich die Strecke kurz vor dem Bahnhof Simmering Ostbahn:

### Ast rechts der Donau: die „eigentliche“ Ostbahn
Wenn man heute in Österreich über die Ostbahn spricht, ist diese Strecke, die ehemalige Raaber Bahn, gemeint: Die Strecke beginnt im Wiener Hauptbahnhof, der – wie auch der ursprüngliche Wiener Ostbahnhof – auf der Arsenalterrasse über dem Oberen Belvedere liegt. In rechtem Winkel zur Südbahn zieht die ehemalige Raaber Bahn jedoch an den Abhängen des Laaer Berges in südöstlicher Richtung in die Simmeringer Haide, wo sie bei Kledering das Wiener Stadtgebiet verlässt und nach Kreuzung der weiten Schwechat- und Mitterbachsenke über Himberg und Gramatneusiedl das Fischatal passiert. Hier zweigt eine Verbindung über Ebenfurth nach Wiener Neustadt ab. Geradewegs ostwärts geht es nun nördlich der Leitha bis nach Bruck an der Leitha, wo sich bis 1921 der Grenzbahnhof zum Königreich Ungarn befand. Der ehemalige Grenzfluss wird übersetzt. Knapp vor dem folgenden Bahnhof Parndorf, nächst der Haltestelle Parndorf Ort, zweigt die Strecke nach Neusiedl am See, und von dort die Pannoniabahn entlang des Neusiedler Sees Richtung Eisenstadt bzw. die Neusiedler Seebahn durch den Seewinkel, ab. In Parndorf selbst teilt sich die Bahnlinie abermals in die Zweigstrecke nach Bratislava-Petržalka und die Hauptstrecke über die Parndorfer Platte nach Nickelsdorf, wo sie Österreich verlässt (die ungarische Grenzstation ist seit 1921 Hegyeshalom / Straß-Sommerein). Die Grenzkontrollen wurden Ende 2007 aufgelassen. Das ist auch die Strecke, über die der Fernverkehr Österreich – Ungarn geführt wird, ein Zweistundentakt mit dem Railjet.

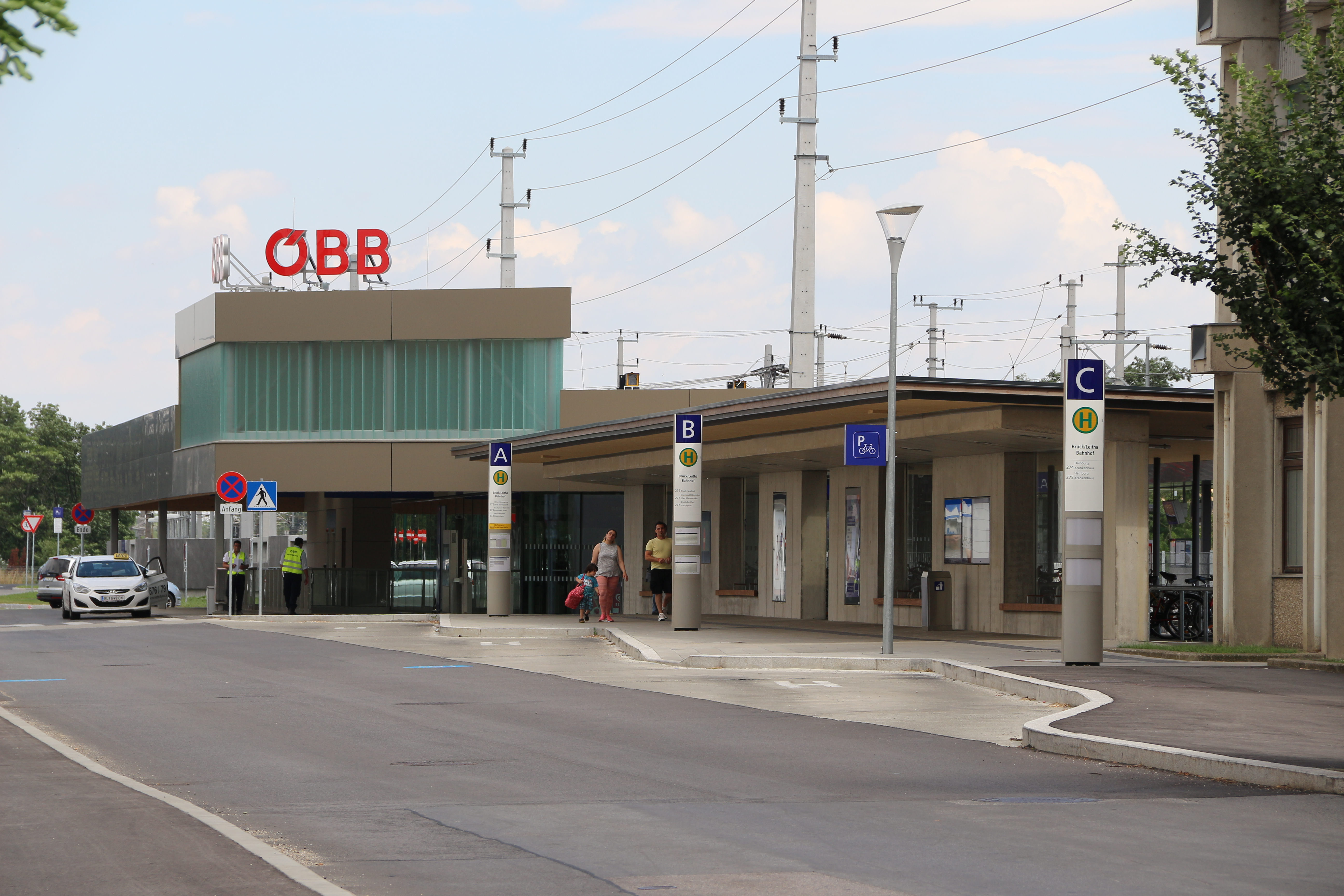
Der Bahnhof Bruck an der Leitha wurde 2014 und 2015 umgebaut

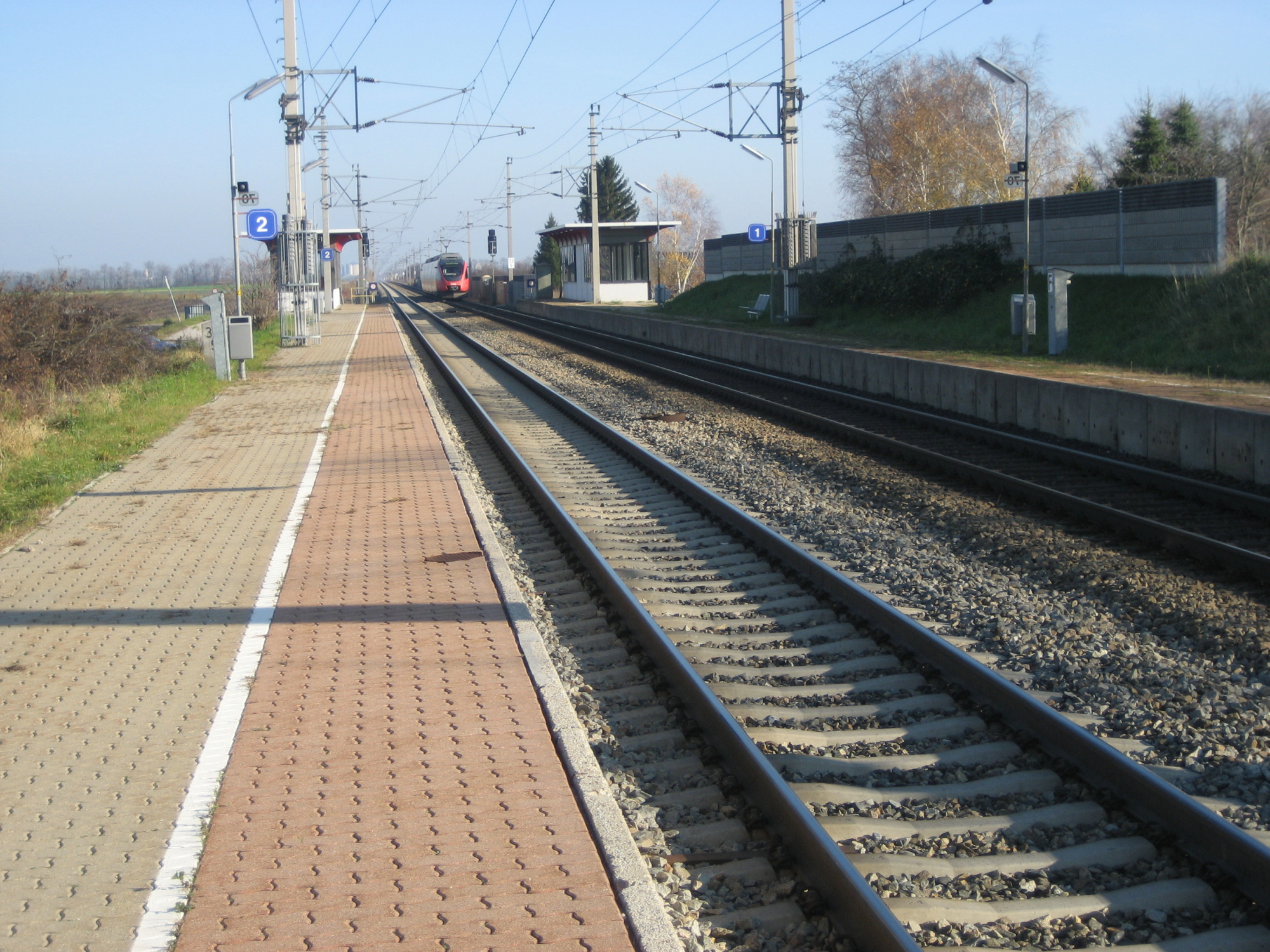
Haltestelle Sarasdorf

#### Zweigbahn Bruck an der Leitha–Petronell-Carnuntum (-Hainburg)
Die Strecke war eingleisig und nicht elektrifiziert. Sie wurde ursprünglich bis Hainburg an der Donau geführt und band diese Stadt damit vor dem Bau der Pressburger Bahn, einer von Wien ausgehenden Lokalbahn, ab dem 1. Oktober 1886 an das Bahnnetz an. Ab dem 10. Dezember 1951 gab es nur noch einen beschränkten Personenverkehr, welcher am 3. März 1952 gänzlich eingestellt wurde. Derzeit wird die Zweigbahn nur noch bis zur AB Mars Austria bei km 2,621 geführt. Von km 3,900 bis 13,300 wurde im September 2011 eine Draisinenstrecke für Touristen eingerichtet, die 2019 wegen der Baufälligkeit der Schienenanlage eingestellt wurde. In Folge wurden die Gleise abgetragen.

#### Zweigbahn Parndorf–Bratislava-Petržalka
Die Strecke wurde am 16. Dezember 1897 eröffnet und war ab 1945 an der Staatsgrenze bei Kittsee und Petržalka unterbrochen. Der Personenverkehr wurde 1951 eingestellt. Am 15. Dezember 1998 wurde die durchgehende Bahnverbindung nach Sanierung und Elektrifizierung wieder eröffnet. 
Heute wird sie im Personenverkehr Wien Hbf–Bratislava-Petržalka stündlich bedient.

### Ast links der Donau (nördliche Linien)

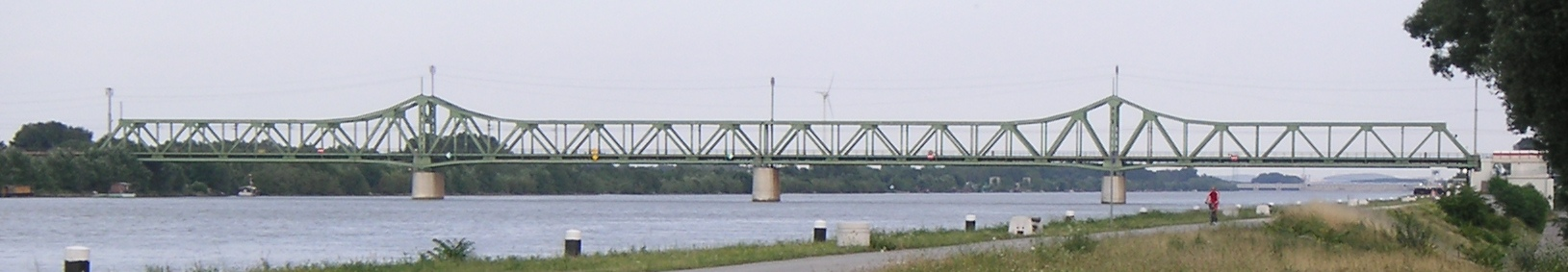
Stadlauer Brücke

Der Ast wendet sich noch auf Wiener Stadtgebiet in Simmering in rechtem Winkel nach Nordosten, überquert den Prater (Anschluss an die Donauuferbahn) und die Donau über die Stadlauer Brücke und gabelt sich bei Stadlau neuerlich.

#### Strecke Wien Hbf–Marchegg–Bratislava
Diese Strecke verläuft in annähernd östlicher Richtung schnurgerade über Obersiebenbrunn/Leopoldsdorf durch das Marchfeld nach Marchegg, wo sie auf einer Brücke den Grenzfluss March überquert und in der Slowakei nördlich der Donau nach Pressburg / Bratislava führt. Die 1-gleisige (ehemals zweigleisig) Strecke wird seit dem Jahr 2015 bis 2025 umfangreich modernisiert und neben Erneuerung aller Verkehrsstationen im gesamten Streckenverlauf elektrifiziert und zweigleisig ausgebaut.

#### Strecke Wien Hbf–Mistelbach–Laa an der Thaya
Der andere Teil führt nach Norden ins Weinviertel. Wichtige Stationen sind Wolkersdorf, Mistelbach und der heutige Streckenendpunkt Laa an der Thaya, direkt an der Grenze zu Tschechien gelegen. Der grenzüberschreitende Verkehr nach Grusbach/Hrusovany und Brünn in Mähren kam nach 1945 durch den Eisernen Vorhang zum Erliegen. Die Brücke über die Thaya ist zerstört; das Interesse der ÖBB an der Reaktivierung durch die Tschechische Bahn ist nicht gegeben.

### Weitere Strecken
Ursprünglich zweigten von den Hauptstrecken der Ostbahn diverse Nebenbahnen ab. Personenverkehr wird nur auf der Strecke nach Bratislava-Petržalka angeboten. Die anderen Strecken werden überwiegend für Güterverkehr genützt oder wurden stillgelegt bzw. abgebaut.

## Ausbau
Die Ostbahn ist, seit der Lainzer Tunnel, eine unterirdische Verbindung zwischen Westbahn, Südbahn und Donauländebahn im Westen Wiens, im Dezember 2012 eröffnet wurde, wesentlich besser als vorher im Ost-West-Verkehr nutzbar. Der neue Wiener Hauptbahnhof, dessen Nahverkehrsgleise ebenfalls im Dezember 2012 und dessen Fernverkehrsgleise im Dezember 2014 in Betrieb genommen wurden, trägt auch dazu bei, dass der Durchgangsverkehr in der West-Ost-Relation zeitsparend abgewickelt werden kann.
Das Twin-Cities-Konzept der Städte Wien und Bratislava, das auf starker wirtschaftlicher, kultureller und sozialer Kooperation der beiden nur 60 km entfernten Hauptstädte beruht, sieht die intensive Nutzung der Ostbahn südlich und nördlich der Donau für den „Lokalverkehr“ zwischen den beiden Städten vor.
Weiters war geplant, den Flughafen Wien, an der Pressburger Bahn gelegen, über die so genannte Götzendorfer Spange, eine Neubaustrecke, mit der Ostbahn bzw. der West-Ost-Magistrale zu verbinden; diese Pläne wurden  2012 wegen der erforderlichen Budgetkonsolidierung als vorläufig nicht finanzierbar beiseitegelegt. Derzeit (2025) wird das Vorhaben mit der neuen Bezeichnung Flughafenspange neuerlich geplant. Angedacht ist, den Flughafen mit der Ostbahn  zu verbinden, wobei die Einmündung zwischen den Bahnhöfen von Trautmannsdorf und Sarasdorf liegen sollte.
Von April 2012 an wurde stattdessen eine Verbindungsstrecke zur Flughafenschnellbahn gebaut. Sie erleichtert mittels entsprechender Entflechtungen seit Dezember 2014 die Führung von Zügen zwischen Hauptbahnhof und Flughafen Wien; bisher hätte dieser Verkehr die Donauländebahn niveaugleich gekreuzt. Die Verbindungsstrecke beginnt im Bereich des Zentralverschiebebahnhofes und überquert dort dessen Gleise mit einer Brücke; südlich des Zentralfriedhofes ist sie an die Flughafenschnellbahn angebunden.
Im Jahr 2015 wurde ein Pilotprojekt gestartet, bei dem über ein Solarkraftwerk mit 7.000 Quadratmeter Solarpanelen der Strombedarf der Ostbahn gedeckt werden soll. Bei Wilfleinsdorf wird der Strom über neu entwickelte Wechselrichter von Fronius International eingespeist. Sollte der Versuch erfolgreich verlaufen, so sollen entlang der Bahnen etwa 20 weitere Solarkraftwerke entstehen.
Aktuell wird die Bestandsstrecke modernisiert. Zahlreiche Bahnhöfe und Haltestellen wurden bereits erneuert, darunter auch der Bahnhof Bruck an der Leitha. Außerdem wurde bereits die Eisenbahnkreuzung der Mannersdorfer Straße bei Götzendorf an der Leitha durch eine Überführung ersetzt.
2021 wird die neue Unterführung der Mödlinger Straße in Lanzendorf mit der neuen Haltestelle eröffnet.
Von 2021 bis 2024 soll der Bahnhof in Himberg bei Wien umgebaut werden; die dortige Eisenbahnkreuzung wird aufgelassen und durch eine Unterführung für Fußgänger und Radfahrer ersetzt.
In Höflein wird die weltweit erste Bahnstrom-Windenergieanlage errichtet. Mit einer Leistung von rund 3 MW soll die in Blattspitzenhöhe rund 200 m hohe Anlage direkt in die Oberleitung einspeisen. Die Gesamtkosten betragen rund 6 Millionen Euro.